# EBSCO Publishing

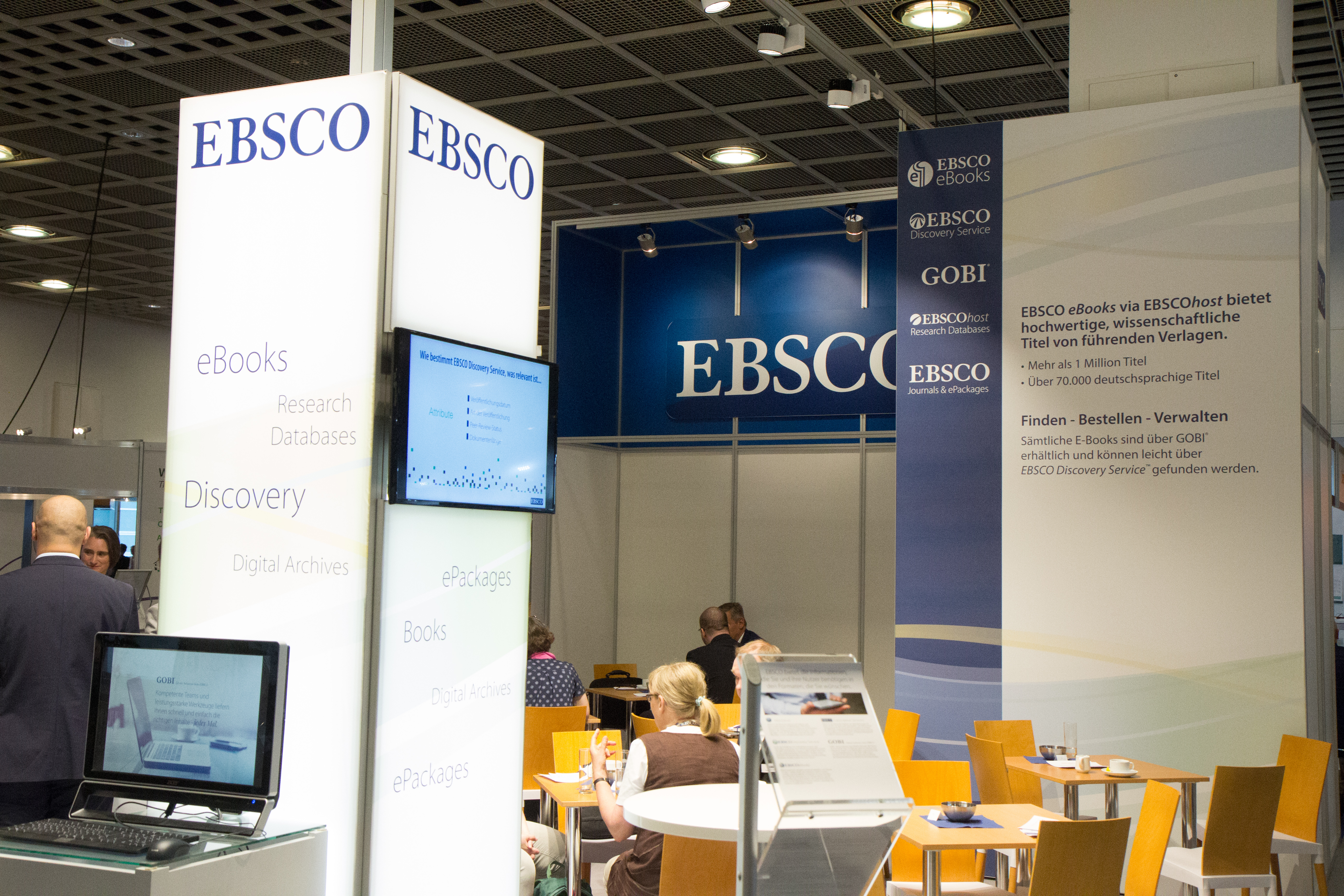
EBSCO auf dem 106. Deutschen Bibliothekartag 2017 in Frankfurt

EBSCO Publishing ist ein US-amerikanischer Datenbankanbieter (Host). Das Unternehmen bietet mehr als 300 fortlaufende Literaturdatenbanken und Volltextdatenbanken mit mehreren tausend Titeleinträgen von Zeitschriften und Magazinen als kostenpflichtige Abonnements an.
EBSCO Publishing ist der Betreiber von EBSCOhost®, einem 1995 eingeführten proprietären Online-Referenzsystem, das bei akademischen, schulischen, öffentlichen und medizinischen Bibliotheken weltweit verbreitet ist.
Sitz des Unternehmens ist Ipswich (Massachusetts). EBSCO Publishing ist ein Tochterunternehmen von EBSCO Industries.